# Route nationale 186a
La route nationale 186a, ou RN 186a, était une route nationale française reliant les autoroutes A 12 et A 86.
Cette voie rapide ne traversant aucune agglomération a d'abord été renommée RN 286, puis le tronçon entre l'échangeur avec l'A 12 et l'échangeur de l'Épi d'Or est devenu RN 12, et finalement la totalité de la nationale est devenue la RN 12 en 2006.

## Ancien tracé de la sortie de Saint-Cyr-l'École à Jouy-en-Josas (N 12)
- Montigny-le-Bretonneux : échangeur avec l'A 12
- Guyancourt
- Versailles : échangeur de l'Épi d'Or avec entrée et sortie de Saint-Cyr-l'École (uniquement vers l'est)
- Buc
- Jouy-en-Josas
- échangeur avec l'A 86